# Brasão de armas do Canadá
O brasão de armas do Canadá foi proclamado pelo rei Jorge V em 21 de novembro de 1921, como As armas ou insígnias armoriais do domínio do Canadá. O brasão de armas canadense foi baseado no brasão de armas do Reino Unido. O Canadá e o Reino Unido possuem provavelmente os mais similares brasões de armas de quaisquer duas nações.

## Descrição
O brasão possui sete elementos distintos:
- O escudo, que está dividido em cinco secções, cada uma com um símbolo representando um país. Na secção esquerda superior, está desenhado, em um fundo vermelho, a figura de três leões, que simbolizam a Inglaterra.
- A secção direita superior contém, em um fundo amarelo, um único leão cercado por flores-de-lis, símbolo da Escócia.
- A secção esquerda do meio mostra uma harpa irlandesa em um fundo azul.
- A secção direita do meio mostra três flores-de-lis douradas, o primeiro emblema europeu em solo canadense, e um símbolo francês.
- A secção inferior mostra três folhas de bordo, o símbolo nacional do Canadá.
- Uma esfera vermelha, atrás do escudo, onde está inscrita a mensagem, em letras douradas, desiderantes meliorem patriam, em latim, que significa em português "eles merecem um país melhor".
- Uma coroa real.
- O símbolo da realeza e a coroa de Santo Eduardo.
- Dois suportadores, um leão, na esquerda, símbolo da Inglaterra, e um unicórnio, na direita, um símbolo escocês. O leão traz consigo uma lança com uma bandeira do Reino Unido, enquanto o unicórnio carrega uma lança com uma bandeira com três flores-de-lis amarelas em um fundo azul, que é uma figura heráldica muito associada à monarquia francesa.
- Uma fita azul, onde está inscrita em letras douradas o lema do Canadá, A mari usque ad mare, em latim, que significa em português "de mar à mar".
- Emblemas florais, na parte inferior do brasão. Quatro tipos de flores ornamentam o brasão, cada uma delas simbolizando um país: Inglaterra (Rosa), França (Flor-de-lis), Escócia (Cardo) e da Irlanda (Trevo).

## Escudos históricos

Brasão proposto para a província francesa do Canadá em 1663.
Brasão de armas do Canadá, como visto no emblema vermelho de 1868
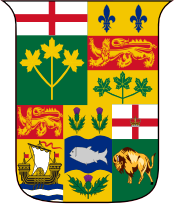
Brasão de armas do Canadá, como visto no emblema vermelho de 1870
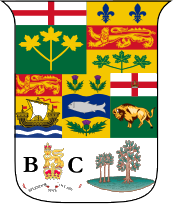
Brasão de armas do Canadá, como visto no emblema vermelho de 1873
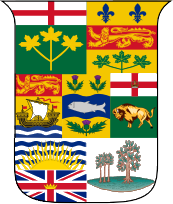
Brasão de armas do Canadá, como visto no emblema vermelho de 1896
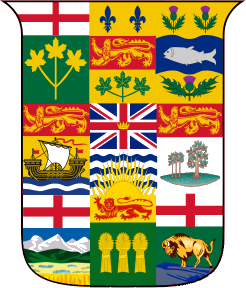
Brasão canadense como visto no emblema vermelho de 1907
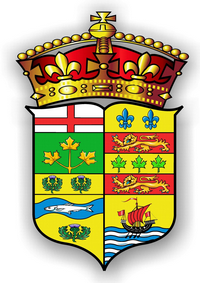
Brasão de armas do domínio do Canadá (1905 - 1921)
Brasão de armas do Canadá (1921-1957)
Brasão de armas do Canadá (1957 - 1994)
Brasão de armas do Canadá (1994 - Presente)

## Simbolismo
| Elemento      | Descrição | Imagem |
| ------------- | --- | ------ |
| Coroa         | O escudo de armas está surmontado por uma interpretação da coroa de San Eduardo, que se utilizou nas coroações dos monarcas de Canadá. Este elemento representa o status de Canadá como uma monarquia constitucional encabeçada por um rei ou uma reina soberanos. Este estilo da coroa é o preferido pela rainha Isabel II. Foi modernizado em 1957, a partir do desenho de 1921, que utilizou a coroa Tudor. |        |
| Cimera        | A cimera está baseada na cimera real do Reino Unido, mas diferenciada pela adição de uma folha de arce. Simboliza a soberania de Canadá. Aparece na bandeira do governador-geral, que é o representante do rei ou da rainha do Canadá. A crista compõe-se de um leão leopardado de ouro, armado e linguado de gules, sobre um burelete de gules e prata e a celebração de uma folha de arce em sua pata direita. |        |
| Elmo          | As armas mostram um capacete real, que é um elmo de ouro em relevo com um desenho da folha de arce procurando para o exterior, com lambrequines de prata e gules, estilizado na versão oficial para olhar como as folhas de arce. |        |
| Escudo        | O escudo está dividido em cinco secções. Na primeira, figuram três leões leopardados, denominação que recebe o leão pasante, apoiados sobre três patas, que têm suas cabeças de frente, de ouro sobre campo de gules; que é o símbolo de Inglaterra. Na segunda, aparece colocado um leão rampante de gules, erguido e apoiado sobre uma de suas patas e situado dentro de um trechor da mesma cor (uma fita estreita, dupla e decorada com flores) que são os elementos do escudo de Escócia. Na terça, mostra-se um harpa de ouro com cordas brancas sobre campo de azur, símbolo de Irlanda. Na quarta, três flores de lis de ouro sobre campo de azur, símbolo do antigo Reino de #o França. Na divisão inferior, de prata, aparece representada um ramo de arce com três folhas, de gules nervadas de ouro, símbolo próprio de Canadá. Uma folha de arce figura em sua bandeira. |        |
| Fita          | Rodeando o blasón aparece a insígnia da Ordem de Canadá com seu próprio lema: «Desiderantes Meliorem Patriam» (em latín: «Eles desejam uma pátria melhor»). O desenho da insígnia desta ordem está baseada e é muito similar ao da Jarretera que aparece no escudo do Reino Unido que é o de seus monarcas. Este elemento foi incorporado em 1994, a petição do premiê canadiano Jean Chrétien. |        |
| Lema          | O lema de Canadá é em latín A Mari Usque Ad Mare (em espanhol: De mar a mar), uma parte do Salmo 72:8. Esta frase foi sugerida por Joseph Pope, o então subsecretario de Estado, quando as armas foram redesenhadas em 1921. O lema foi utilizado originalmente em 1906 sobre a cabeça do mazo da Assembleia Legislativa de Saskatchewan. Em março de 2006, os premiês dos três territórios de Canadá pediram a modificação do lema para refletir melhor a vasta natureza geográfica do território de Canadá, que tem costa nos oceanos Ártico, Atlántico e Pacífico. Duas sugestões para um novo lema são A mari ad mare ad mare (De mar a mar a mar) e A mari usque ad maria (Desde o mar aos outros mares). |        |
| Suportes      | O escudo propriamente dito e a insígnia da Ordem de Canadá aparecem flanqueados por duas figuras: à diestra um leão rampante de ouro, armado e linguado de gules, e à siniestra um unicornio rampante de prata, linguado de gules, armado e crinado de ouro, colletado e encadeado. Estas figuras são os mesmos suportes que aparecem no escudo de armas britânico. Suporte-los canadianos diferenciam-se dos britânicos em que o leão aparece sustentando a bandeira britânica e o unicornio o estandarte dos antigos monarcas franceses, com as flores de lis. Tudo isto, em alusão, como os quartéis do escudo propriamente dito, à origem dos colonos que fundaram o país; ademais o leão não aparece coroado e está de perfil. |        |
| Compartimento | Outros elementos no escudo incluem duas rosas de prata e de gules, hojadas de sinople (rosas Tudor); duas flores de cardo de azur e sinople, hojadas da mesma cor; duas flores de lirio, de prata, hojadas de sinople; e dois tréboles de sinople. Todos estes são os símbolos vegetais de Inglaterra, Escócia, o antigo reino de #o França e Irlanda, respectivamente. |        |